# Hallveig Ormsdóttir
Hallveig Ormsdóttir (m. 25 de julio de 1241) fue una influyente mujer de la Islandia medieval durante la Era Sturlung. Era hija del caudillo del clan Oddaverjar, Ormur Jónsson Breiðbælingur. Según la saga tuvo dos relaciones sentimentales que marcaron su vida, la primera con Björn Thorvaldsson, un magistrado de Breiðabólstaðir, medio hermano de Gissur Þorvaldsson, con quien tuvo dos hijos Klæng, que Órækja Snorrason mató en Reykholt el segundo día de Navidad de 1241, y Orm. Bjorn fue asesinado el 17 de junio de 1221. En 1223, su tío Kolskegg murió en abundancia y Hallveig heredó todo su dinero y fue considerada la mujer más rica del país. La segunda relación con Snorri Sturluson en 1224, con quien Hallveig hizo una media sociedad y se mudó con él a Reykholt, pero probablemente no se habrían casado. Sin embargo, su convivencia parece haber sido buena, aunque si hubo descendencia ningún niño vivió hasta la edad adulta. Hallveig murió en Reykholt el 25 de julio de 1241, unos meses antes de que asesinaran a Snorri.
Hallveig y Solveig Sæmundardóttir fueron dos mujeres de la misma época que recibieron herencias sustanciosas, cuando era habitual que fuesen los varones los que percibían la mayor parte del legado.